# Thannenkirch
Thannenkirch – miejscowość i gmina we Francji, w regionie Grand Est, w departamencie Górny Ren.
Według danych na rok 1990 gminę zamieszkiwało 336 osób, a gęstość zaludnienia wynosiła 73 osób/km² (wśród 903 gmin Alzacji Thannenkirch plasuje się na 569. miejscu pod względem liczby ludności, natomiast pod względem powierzchni na miejscu 518.).